# Hestetika
Hestetika è un periodico di arte e cultura edito dal 2012 da Habitare Srl e diretto da Marco De Crescenzo. Il suo scopo è quello di rendere accessibile a tutti l'arte, senza tuttavia banalizzarne i contenuti. Gli argomenti trattati riguardano arte, design, architettura, fashion, hi-tech e cultura , e particolare attenzione viene data alle eccellenze, di ieri e di oggi, mettendo in risalto l'innovazione, la ricerca e soprattutto le idee.

## Distribuzione
La rivista cartacea è principalmente venduta in edicola (80% della distribuzione), mentre una parte viene distribuita gratuitamente ad una selezionata lista di artisti, galleristi, collezionisti, designer e professionisti dell'arte, design e cultura in genere.

## Interattività
Ad Hestetika sono collegati anche un sito web, un "APP Magazine", un museo virtuale, un canale web-tv e una serie di monografie d'arte in formato digitale.

### Hestetika.art
Il sito web funge da aggiornamento della rivista, riportando notizie quotidiane, appuntamenti, approfondimenti del magazine e video interviste, tra queste il ciclo di interviste Studio Visit On Line veri e propri studio visit virtuali con artisti e protagonisti del mondo della creatività. 

### Hestetika APP magazine
La rivista cartacea ha una sua replica digitale, sia in italiano che in inglese: un APP Magazine trimestrale disponibile per piattaforme Apple iOS e Google Android.
L'applicazione è divisa in due sezioni: in una si ritrovano le news quotidiane del mondo dell'arte e della cultura, mentre nell'altra è possibile visualizzare il contenuto del magazine Hestetika in edicola, arricchito di contenuti interattivi, videointerviste ed inediti.
La app è scaricabile gratuitamente, mentre i numeri del magazine sono a pagamento.

### H-Museum
Il museo virtuale H-Museum di Hestetika è uno spazio virtuale all'interno del quale opere reali danno vita a collezioni e mostre virtuali, che possono poi diventare ulteriori spunti per articoli ed approfondimenti all'interno del magazine.

### Monografie digitali
Da gennaio 2015 la redazione di Hestetika ha iniziato la pubblicazione di una serie di monografie d'arte digitali che usciranno due volte l'anno, a giugno e dicembre.

## H-Points
Gli H-Points sono location-partner all'interno delle quali è possibile trovare in esposizione le opere degli artisti proposti sul magazine e sul sito di Hestetika.
Obiettivo degli H-POINT è quello di fare proseguire l'esperienza artistica del magazine e al tempo stesso di dare a talenti nuovi o già affermati la possibilità di far conoscere le proprie idee e composizioni artistiche.